# Star Wars: Destiny
Star Wars: Destiny fue un juego de cartas coleccionables de Fantasy Flight Games. Fue publicado por primera vez en noviembre de 2016. Ha sido comparado con Magic: The Gathering, a pesar de  que también incorporó el uso de dados. También marcó el regreso de Fantasy Flight Games a la fabricación de juegos de cartas coleccionables. Este juego llegó a generar un circuito de torneos.

## Sets

### Awakenings
Lanzado el 4 de diciembre de 2016.
El primer set para el juego incluyó personajes como Darth Vader, Luke Skywalker, Han Solo y la Princesa Leia Organa.

### Spirit of the Rebellion
Lanzado el 14 de mayo de 2017
La primera expansión del juego proporcionó muchas opciones nuevas, incluyendo hacer viables las estrategias de descarte o de mill, así como incrementar la producción de daños. Los personajes importantes lanzados incluyen a Obi-Wan Kenobi, Chewbacca y varios personajes de Rogue One.

### Empire at War
Lanzado el 14 de septiembre de 2017
Algunos personajes de Star Wars Rebels finalmente aparecieron en el juego, incluida Sabine Wren.

### Legacies
Lanzado el 1 de febrero de 2018
Legacies (lit. Legados) introdujo el primer nuevo icono de dados "Daño indirecto". Personajes populares incluyen a Yoda, Battle Droids, la Doctora Aphra y Jar Jar Binks.

### Way of the Force
Lanzado el 5 de julio de 2018

### Across the Galaxy
Lanzado el 8 de noviembre de 2018

### Convergence
Lanzado el 28 de marzo de 2019
Se lanzaron nuevas versiones del Emperador Palpatine y Padmé Amidala.

### Spark of Hope
Lanzado el 5 de julio de 2019
Se lanzaron versiones de personajes droides C-3PO, R2-D2 y Chopper, junto con personajes "tribales" como Ewoks y Hoth Troopers, algunos sin dados.

### Covert Missions
Fecha de lanzamiento febrero de 2020.
En un Reddit AMA del 30 de agosto de 2019, el empleado Andrew Navarro de Fantasy Flight Games anunció que Covert Missions (lit. Misiones encubiertas) se retrasaría hasta el primer trimestre de 2020.
Covert Missions ahora se indicó con fecha para el 17 de enero de 2020, confirmado por Matt Holland de Fantasy Flight Games.

## Juego organizado
Star Wars: Destiny ha mantenido un circuito de torneo dedicado desde su inicio. Los premios oficialmente sancionados directamente de Fantasy Flight Games han sido parte del juego en todos los formatos de torneo, desde partidas de lanzamiento, torneos de tiendas locales y hasta eventos a gran escala.
Siguiendo las estructuras tradicionales de los torneos de Fantasy Flight Games, Star Wars: Destiny ha celebrado campeonatos mundiales, continentales, nacionales, regionales y locales (tiendas), con diferentes niveles de premios y exclusividades. Para 2019, muchos de estos fueron renombrados. Los Regionales se renombraron como Primes, por ejemplo, y los Nacionales se renombraron como Grands, lo que permite más torneos de alto nivel en una sola nación. A pesar de cambiar los nombres y las fechas de este tipo de torneos, todos han seguido siendo una gran parte del juego, con muchos premios valiosos disponibles en cada uno.
| Año  | Campeón          | Subcampeón    |
| ---- | ---------------- | ------------- |
| 2017 | Daniel Weiser    | Nick Obee     |
| 2018 | Edwin Chen       | Mads Utzon    |
| 2019 | Andrew Rothermel | David Broberg |

## Cancelación
Star Wars: Destiny fue cancelado por su editor el 14 de enero de 2020.